# Bennet Roßmy
Bennet Roßmy (* 1. August 2003 in Zittau) ist ein deutscher Eishockeyspieler, der seit Juli 2025 bei den Fischtown Pinguins Bremerhaven aus der Deutschen Eishockey Liga (DEL) unter Vertrag steht und dort auf der Position des linken Flügelstürmers spielt. Zuvor war Roßmy bereits für die Eisbären Berlin, mit denen er im Jahr 2022 die Deutsche Meisterschaft gewann und darüber hinaus die Auszeichnung zum DEL-Rookie des Jahres erhielt, sowie Düsseldorfer EG in der DEL aktiv.

## Karriere

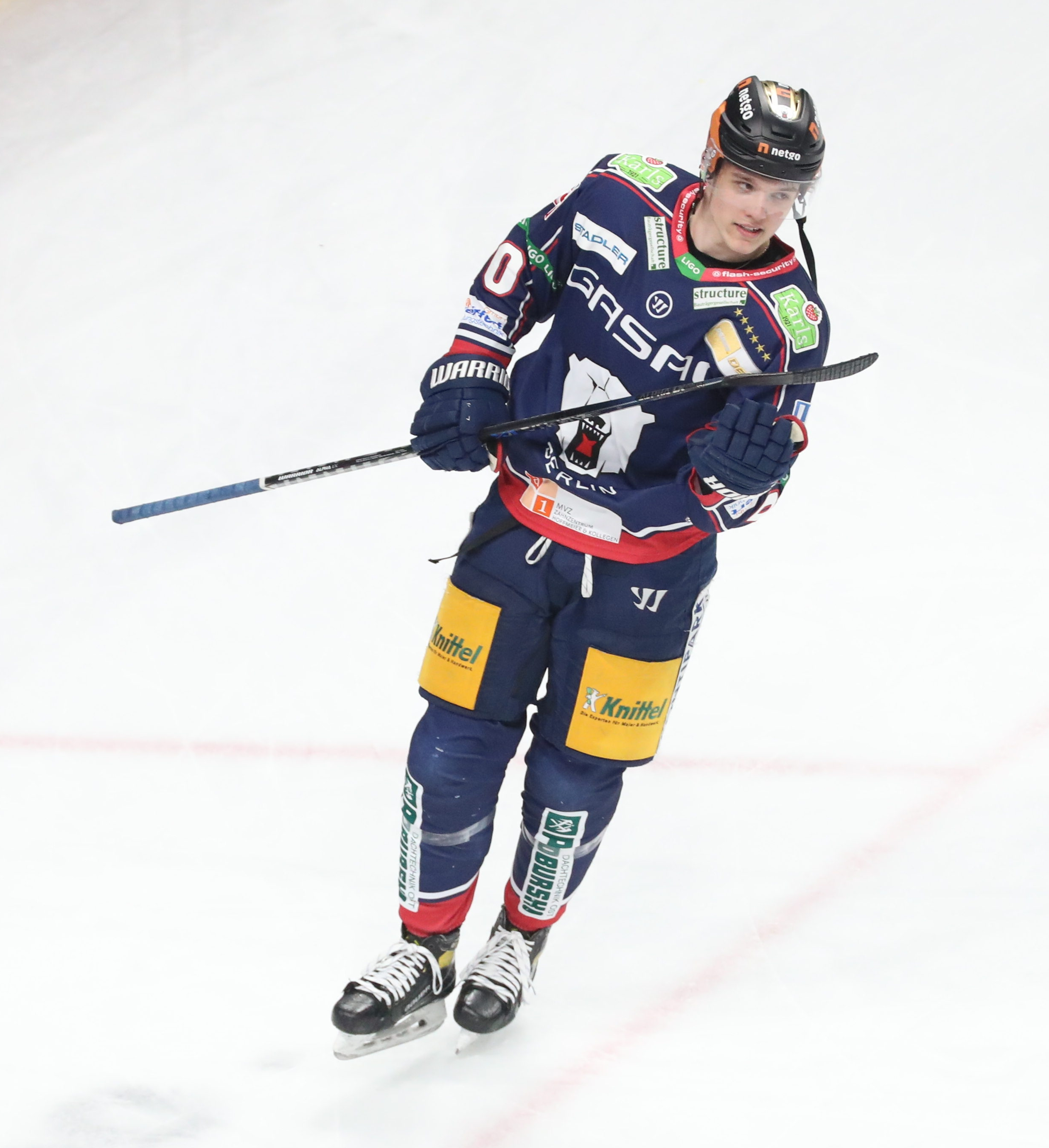
Roßmy im Trikot der Eisbären Berlin (2022)

Roßmy, der im an Tschechien und Polen grenzenden Zittau geboren wurde, verbrachte seine Juniorenzeit im benachbarten Liberec jenseits der tschechischen Grenze. Dort spielte der Stürmer bis zum Sommer 2020 im Nachwuchs des Extraligisten Bílí Tygři Liberec. Im Jahr 2019 führte er die U16-Mannschaft des Klubs als Mannschaftskapitän zum Gewinn des Meistertitels. Im Finale erzielte der Deutsche dabei das entscheidende Tor zum Titelgewinn. Ab der Spielzeit 2019/20 kam er auf Leihbasis auch beim Zweitligisten HC Benátky nad Jizerou zu sporadischen Einsätzen, während er in Liberec mittlerweile bei den U20-Junioren eingesetzt wurde.
Vor dem verspäteten Beginn der Saison 2020/21 erhielt Roßmy im Oktober 2020 einen Probevertrag bei den Icefighters Leipzig aus der drittklassigen Eishockey-Oberliga. Ohne jedoch für den Spielbetrieb lizenziert worden zu sein, wurde er nur einen Monat später von den Lausitzer Füchsen aus der DEL2 fest verpflichtet. Das Talent kam daraufhin in 46 Saisonspielen zum Einsatz, in denen er 17 Scorerpunkte sammelte und in die Endauswahl zum DEL2-Rookie des Jahres kam. Aufgrund seiner Leistungen meldete sich der Angreifer für den NHL Entry Draft 2021 an, wurde während der sieben Runde aber von keinem Franchise der National Hockey League (NHL) ausgewählt. Auf nationaler Ebene erhielt er jedoch einen Vertrag bei den Eisbären Berlin aus der Deutschen Eishockey Liga (DEL). Diese statteten ihn für die Spielzeit 2021/22 mit einer Förderlizenz aus, sodass er sowohl für die Eisbären als auch weiterhin für die Lausitzer Füchse auflaufen konnte. Für beide Mannschaften stand er in nationalen Wettbewerben über 30-mal auf dem Eis und sicherte sich am Saisonende mit den Berlinern die Deutsche Meisterschaft. Darüber hinaus erhielt er die Auszeichnung zum DEL-Rookie des Jahres. Es folgte eine weitere Saison, in der er nun aber hauptsächlich für die Eisbären in der DEL auflief, während er weiterhin eine Spielberechtigung für die Füchse besaß.
Trotz der zurückliegenden Erfolge und der positiven Entwicklung setzten Spieler und Verein das Engagement nicht über das Ende der Saison 2022/23 hinaus fort, da Roßmy im April 2023 zum DEL-Ligakonkurrenten Düsseldorfer EG wechselte. Obwohl er dort aufgrund einer Schulteroperation ab Ende November 2023 ausfiel und lediglich 22 Spiele absolvierte, konnte er seine Punkteausbeute im Vergleich zur Vorsaison mit neun Punkten mehr als verdoppeln. Am Ende der Saison 2024/25 stieg der Stürmer mit der DEG in die DEL2 ab. Er wechselte daraufhin zu den Fischtown Pinguins Bremerhaven und spielte damit weiter erstklassig.

### International
Auf internationaler Ebene kam Roßmy bereits ab der Spielzeit 2018/19 für die Juniorennationalmannschaften des Deutschen Eishockey-Bundes zu Einsätzen. Aufgrund der COVID-19-Pandemie dauerte es allerdings bis zur U18-Junioren-Weltmeisterschaft 2021, ehe der Stürmer sein erstes internationales Turnier absolvierte und den deutschen U18-Kader als Mannschaftskapitän anführte. In der Folge stand Roßmy im Aufgebot der deutschen U20-Auswahl bei den U20-Junioren-Weltmeisterschaften der Jahre 2022 und 2023 – bei letzter ebenfalls als Kapitän. Inklusive des abgebrochenen Events der Weltmeisterschaft 2022 sammelte er in zehn WM-Spielen insgesamt sechs Scorerpunkte.
Sein Debüt in der A-Nationalmannschaft gab Roßmy im Februar 2023, als er von Interimstrainer Alexander Sulzer zu zwei Testspielen gegen die Slowakei eingeladen wurde. Die DEB-Auswahl trat dabei ausschließlich mit U25-Spielern an.

## Erfolge und Auszeichnungen
- 2019 Tschechischer U16-Meister mit den Bílí Tygři Liberec
- 2022 Deutscher Meister mit den Eisbären Berlin
- 2022 DEL-Rookie des Jahres

## Karrierestatistik
Stand: Ende der Saison 2024/25

### International
Vertrat Deutschland bei:
- U18-Junioren-Weltmeisterschaft 2021
- abgebr. U20-Junioren-Weltmeisterschaft 2022
- U20-Junioren-Weltmeisterschaft 2022
- U20-Junioren-Weltmeisterschaft 2023

(Legende zur Spielerstatistik: Sp oder GP = absolvierte Spiele; T oder G = erzielte Tore; V oder A = erzielte Assists; Pkt oder Pts = erzielte Scorerpunkte; SM oder PIM = erhaltene Strafminuten; +/− = Plus/Minus-Bilanz; PP = erzielte Überzahltore; SH = erzielte Unterzahltore; GW = erzielte Siegtore; 1 Play-downs/Relegation; Kursiv: Statistik nicht vollständig)